# Nyxis rostrocularis
Nyxis rostrocularis is een eenoogkreeftjessoort uit de familie van de Pseudotachidiidae. De wetenschappelijke naam van de soort is voor het eerst geldig gepubliceerd in 2009 door Willen.